# FC Juventus Boekarest
FC Juventus Boekarest was een Roemeense voetbalclub uit de hoofdstad Boekarest.

## Geschiedenis
De club ontstond in 1924 door een fusie van Triumf Boekarest en Roncomit Boekarest. Ettore Brunelli, de Italiaanse directeur van de Roemeens-Italiaanse commerciële bank werd de eerste voorzitter. In 1926 nam de club de eerste niet-Roemeense trainer aan in het land, de Hongaar Gustav Hlaway. Datzelfde jaar bereikte de club de finale om de landstitel, maar verloor deze van Chinezul Timișoara. In 1929/30 plaatste de club zich opnieuw voor de eindronde. In de kwartfinale verpulverde het Dacia Unirea Braila met 0-16. In de halve finale versloeg het Mihai Chisinau met 4-2 en in de finale Gloria CFR Arad met 3-0.
Nadat in 1932/33 de huidige competitie van start ging promoveerde de club in het eerste seizoen naar de hoogste klasse en werd daar vierde op acht clubs. Na een voorlaatste plaats in 1935 werd de club derde in 1936. Na enkele plaatsen in de middenmoot degradeerde de club in 1940. Tijdens de twee oorlogsseizoenen 1942/43 en 1943/44 speelde de club opnieuw in de hoogste klasse. Na de Tweede Wereldoorlog werd de club vierde. De club werd nu door de communistische regering overgenomen. De naam werd veranderd in Distributia Boekarest en de club werd opnieuw vierde. Dan werd de naam veranderd in Petrolul Boekarest en in 1950 werd het Partizanul Boekarest. De club kon een degradatie maar net vermijden. Voor het seizoen 1951 nam de club de naam Flacara Boekarest aan en werd vijfde. Na dit seizoen verhuisde de club naar de stad Ploiești en speelde van daf aan onder de naam Petrolul Ploiești. Deze club kon nog drie keer landskampioen worden.
In 1992 werd een nieuwe club Juventus Colentina Boekarest opgericht, die evenwel niets te maken heeft met de oude club.

## Erelijst
Landskampioen
1930

## Bekende ex-spelers
- Coloman Braun-Bogdan
- Ladislau Raffinsky
- Emerich Vogel
- Rudolf Wetzer